# Camponotus valdeziae
Camponotus valdeziae är en myrart som beskrevs av Auguste-Henri Forel 1879. Camponotus valdeziae ingår i släktet hästmyror, och familjen myror. Inga underarter finns listade.